# Zespół Szkół Ekonomicznych im. Mikołaja Kopernika w Olsztynie
Zespół Szkół Ekonomicznych im. Mikołaja Kopernika w Olsztynie – publiczna szkoła średnia, mieszcząca się przy ulicy Bałtyckiej, istniejąca od 1945 roku. Była to druga po Liceum Komunikacyjnym szkoła zawodowa na wyzwolonych ziemiach Warmii i Mazur.
Technikum nr 7 kształci młodzież w kierunkach:
- Technik ekonomista
- Technik hotelarstwa
- Technik informatyk
- Technik obsługi turystycznej
- Technik rachunkowości
- Technik programista

## Historia
Powołano ją do życia w roku szkolnym 1945/46 pod nazwą „Państwowe Koedukacyjne Gimnazjum Kupieckie i Liceum Handlowe w Olsztynie”.
Na przestrzeni czasu zamieniały się nazwy szkoły, zmieniało się jej lokum, rodziły się nowe samodzielnie istniejące szkoły o profilu ekonomicznym jak Technikum Finansowe przemianowane potem w Technikum Ekonomiczne dla Pracujących. Od roku szkolnego 1968/69 równolegle pracują dwie szkoły młodzieżowe pod nazwą Liceum Ekonomiczne nr 1 im. M. Kopernika i Liceum Ekonomiczne nr 2, powstaje też Policealne Studium Ekonomiczne. W 1973 wszystkie te szkoły łączą się w jeden zespół, a od 1977 istnieją jako Zespół Szkół Ekonomicznych im. M. Kopernika z siedzibą na ul. Bałtyckiej 37.
30 stycznia 1967 roku przy ulicy Bałtyckiej 37 przekazano do użytku nowy gmach Technikum Ekonomicznego z 16 dużymi salami wykładowymi, 2 gabinetami naukowymi i salą gimnastyczną. Przy szkole usytuowano też bursę na blisko 300 uczniów.

## Dyrektorzy szkoły
- 1945–1949 – Ignacy Rowicki
- 1949–1950 – Edward Śliwiński
- 1950–1951 – Franciszek Wziątek
- 1951–1952 – Henryk Dąbrowski
- 1952–1954 – Maksymilian Grzywna i Leszek Barański
- 1954–1958 – Zbigniew Męczyński i Hieronim Kołomak
- 1958–1968 – Edward Śliwiński i Hieronim Kołomak
- 1968–1969 – Aleksander Żuromski i Hieronim Kołomak
- 1969–1971 – Zbigniew Męczyński i Hieronim Kołomak
- 1971–1972 – Aleksander Żuromski i Hieronim Kołomak
- 1972–1972 – Hieronim Kołomak
- 1972–1977 – Jan Bałdowski
- 1977–1982 – Zbigniew Męczyński
- 1982–1987 – Anna Kulesza
- 1987–1990 – Jadwiga Mejer
- 1990–2000 – Józef Paszuk
- od 2000 – Stefan Procyk

## Znani absolwenci
- Iwona Szymańska-Pavlović – mistrzyni Polski w tańcu towarzyskim
- Piotr Sołoducha – wokalista zespołu Enej
- prof. dr hab. Jerzy Gierusz – członek Komisji do spraw doskonalenia przepisów i zasad rachunkowości Rady Naukowej Zarządu Głównego Stowarzyszenia Księgowych w Polsce